# 清水範久
清水 範久（しみず のりひさ、1976年10月4日 - ）は、群馬県群馬郡榛名町（現：高崎市）出身の元プロサッカー選手、サッカー解説者。現役時代のポジションはフォワード、ミッドフィールダー。

## 略歴
榛名町立第一小学校時代にサッカー部に入部してサッカーを始め、榛名町立榛名中学校に進学後、強豪校ではなかったものの、県内サッカー協会関係者の目に留まりトレセンで県選抜に選出されたのをきっかけに県内での知名度が上がる。その後群馬県屈指の強豪・群馬県立前橋商業高等学校（ライバルの前橋育英高等学校の同級生には松田直樹がいた）に入学しレギュラーの座を獲得。持ち前のスピードがスカウトの目に留まり、1995年にジュビロ磐田に入団した。同期入団は名波浩、福西崇史、山西尊裕。
磐田では1997年のチャンピオンシップ第1戦で決勝Vゴールを挙げるなど、次第にチームに欠かせないユーティリティープレーヤーに成長した。2000年9月よりコンサドーレ札幌に期限付き移籍も経験し、J2で7試合に出場。
2001年に磐田へ復帰し、FW高原直泰のボカ・ジュニアーズ移籍後は中山雅史と2トップを組んだ。同年オフに横浜F・マリノスのオファーを受けて移籍、以後横浜FMで攻撃の活性化に寄与するプレーを続けた。
2009年も開幕から公式戦全てで先発起用されていたが、4月3日の練習中に左アキレス腱完全断裂の負傷を負った。
2010年の11月に、横浜FMから戦力外通告を受けた。
2011年よりアビスパ福岡に所属。J2降格を喫し同年限りで退団し、現役を引退。
2012年はタイへ渡り、育成年代へのサッカー指導をスタート。
2014年には日本国内での育成年代へのサッカー指導の傍ら、スカパー!にてJ3リーグハイライトのコメンテーターやJ3リーグ戦中継で解説を担当している。
引退後はサッカースクールSKYのコーチを務め、2020年4月から新たに立ち上がったFC.SKYジュニアユースの監督を務める。
2025年より順天堂大学のコーチに就任した。

## エピソード
- 愛称の「ジロー」で呼ばれることが多く、本人もサインには"Jiro"と署名する。
  - この愛称は、清水次郎長に由来する。高校時代に同じ「清水」という先輩がいたために付けられたもので「磐田で"清水"はまずいだろ、とついたわけでは有りません」（本人談）。なお、朝日放送の清水次郎アナウンサーとは全く関係ない。
  - 清水姓に関連し、Fマリノス在籍時の応援コールは「清水ゲットゴール」であるが、清水エスパルス戦の時に限り、コールが「ジローゲットゴール」に変わる。
  - あまりに愛称で呼ばれる事が多いため、ファンだけでなく、チーム関係者にすら本名を覚えていないらしき者が多い。Fマリノス在籍時社長の左伴繁雄や、当時指揮官だった岡田武史まで「清水ジロー」と呼んでいることがあった。
  - 2009年より、ユニフォーム背中のネーム表記も「SHIMIZU」から「JIRO」に変更。三浦知良の「KAZU」など、本名をもじった愛称をユニフォームに入れた先例はあったが、本名に全く関係ない愛称を入れたのは、同年に「BOMBER」に変更したチームメイトの中澤佑二とともにJリーグ初である。
- 前述の通り、簡単なシュートほど決められず、FWとしては決定力はそれほど高くない。
  - そのため、サポーター間では、「年間で○点しか取れない」「取れる点数が決まっている」とも言われている。2007年8月29日の磐田戦で逆転ゴールとなる得点を挙げ、試合後にヒーローインタビューを受けた際には自ら「1年に2点くらいしか取らない」と発言し、サポーターの笑いを誘った。
  - 2002年シーズンにおいて「公式戦2197分間連続ノーゴール」の記録を打ち立ててしまっている。これは、鈴木隆行の連続ノーゴール記録よりも400分以上長く、しかもMFとしての出場機会も多かった鈴木に対して、清水の場合は全試合FWとして出場していた上での「ノーゴール記録」である。
- 磐田時代のチームメートで同期入団の名波浩を尊敬しているらしく、横浜FM移籍後に得点を決めて、ユニフォームのエンブレムをつかんでファンにアピールしたことをインタビュアーに問われ「名波さんの真似です」とコメントした。
- 横浜FMに移籍した際、背番号はレギュラーナンバーの11を背負っていたが、2004年に坂田大輔と交換して磐田時代からなじみのある18に変更した。ケガが増えたため験をかついだとのこと。ちなみにその坂田とは、ポジション・プレースタイルおよび長髪の髪型がかなり似ていた時期があり、テレビ中継や、遠くなどで見ると区別が付きにくく、さらに2人がプレー面の調子の波が激しく、たびたび試合から消えてしまう部分も似ており、この背番号交換もあってか、混乱を生じることもあった。なお、坂田は清水と同じ時期にマリノスから戦力外通告を受けてギリシャに渡り、2011年途中にFC東京に加入。2012年から清水と入れ替わるような形で福岡に加入した。
- インタビューにて、好きな食べ物はしめ鯖とこはだ、嫌いな食べ物は茶碗蒸しであると回答。読書好きであり、お気に入りの作家は逢坂剛。
- 横浜FMには松田直樹、栗原勇蔵といった荒くれ者がいるが、天野貴史の証言によればマリノス内では清水が一番後輩いじりが激しいらしく、｢ジローの会｣というものが存在するらしい(週刊サッカーダイジェスト2009年5月12・19日号)。
- 2010年の最終節、戦力外通告を受けた選手たちがゴール裏で最後の挨拶をする中で、さっさと帰宅してしまい、待っていたサポーターをがっくりさせつつも、「ジローらしい」と言われた。

## 所属クラブ
- 1992年 - 1995年 群馬県立前橋商業高等学校
- 1995年 - 2001年 ジュビロ磐田
  - 2000年 コンサドーレ札幌 (レンタル移籍)
- 2002年 - 2010年 横浜F・マリノス
- 2011年 アビスパ福岡

## 個人成績
| 国内大会個人成績 | 国内大会個人成績 | 国内大会個人成績 | 国内大会個人成績 | 国内大会個人成績 | 国内大会個人成績 | 国内大会個人成績 | 国内大会個人成績 | 国内大会個人成績 | 国内大会個人成績 | 国内大会個人成績 | 国内大会個人成績 |
| 年度             | クラブ           | 背番号           | リーグ           | リーグ戦         | リーグ戦         | リーグ杯         | リーグ杯         | オープン杯       | オープン杯       | 期間通算         | 期間通算         |
| 年度             | クラブ           | 背番号           | リーグ           | 出場             | 得点             | 出場             | 得点             | 出場             | 得点             | 出場             | 得点             |
| 日本             | 日本             | 日本             | 日本             | リーグ戦         | リーグ戦         | リーグ杯         | リーグ杯         | 天皇杯           | 天皇杯           | 期間通算         | 期間通算         |
| ---------------- | ---------------- | ---------------- | ---------------- | ---------------- | ---------------- | ---------------- | ---------------- | ---------------- | ---------------- | ---------------- | ---------------- |
| 1995             | 磐田             | -                | J                | 0                | 0                | -                | -                | 0                | 0                | 0                | 0                |
| 1996             | 磐田             | -                | J                | 0                | 0                | 1                | 0                | 1                | 0                | 2                | 0                |
| 1997             | 磐田             | 18               | J                | 19               | 1                | 11               | 2                | 4                | 1                | 34               | 4                |
| 1998             | 磐田             | 18               | J                | 4                | 1                | 4                | 2                | 0                | 0                | 8                | 3                |
| 1999             | 磐田             | 18               | J1               | 17               | 1                | 4                | 0                | 2                | 0                | 23               | 1                |
| 2000             | 磐田             | 18               | J1               | 7                | 1                | 2                | 0                | -                | -                | 9                | 1                |
| 2000             | 札幌             | 17               | J2               | 7                | 0                | 0                | 0                | 1                | 1                | 8                | 1                |
| 2001             | 磐田             | 18               | J1               | 16               | 5                | 6                | 2                | 2                | 0                | 24               | 7                |
| 2002             | 横浜FM           | 11               | J1               | 26               | 2                | 6                | 0                | 1                | 1                | 33               | 3                |
| 2003             | 横浜FM           | 11               | J1               | 21               | 2                | 6                | 0                | 3                | 1                | 30               | 3                |
| 2004             | 横浜FM           | 18               | J1               | 14               | 1                | 4                | 1                | 0                | 0                | 18               | 2                |
| 2005             | 横浜FM           | 18               | J1               | 12               | 0                | 4                | 1                | 1                | 0                | 17               | 1                |
| 2006             | 横浜FM           | 18               | J1               | 11               | 2                | 5                | 0                | 1                | 0                | 17               | 2                |
| 2007             | 横浜FM           | 18               | J1               | 12               | 1                | 6                | 0                | 2                | 1                | 20               | 2                |
| 2008             | 横浜FM           | 18               | J1               | 19               | 0                | 6                | 0                | 3                | 0                | 28               | 0                |
| 2009             | 横浜FM           | 18               | J1               | 8                | 0                | 2                | 0                | 1                | 0                | 11               | 0                |
| 2010             | 横浜FM           | 18               | J1               | 18               | 3                | 5                | 0                | 2                | 0                | 25               | 3                |
| 2011             | 福岡             | 21               | J1               | 5                | 0                | 1                | 0                | 0                | 0                | 6                | 0                |
| 通算             | 日本             | 日本             | J1               | 209              | 20               | 73               | 8                | 23               | 4                | 305              | 32               |
| 通算             | 日本             | 日本             | J2               | 7                | 0                | 0                | 0                | 1                | 1                | 8                | 1                |
| 総通算           | 総通算           | 総通算           | 総通算           | 216              | 20               | 73               | 8                | 24               | 5                | 313              | 33               |

その他の公式戦
- 1997年
  - Jリーグチャンピオンシップ 2試合1得点
- 2001年
  - Jリーグチャンピオンシップ 1試合0得点
- 2004年
  - スーパーカップ 1試合0得点
  - Jリーグチャンピオンシップ 2試合0得点
- 2005年
  - スーパーカップ 1試合0得点

| 国際大会個人成績 | 国際大会個人成績 | 国際大会個人成績 | 国際大会個人成績 | 国際大会個人成績 |
| 年度             | クラブ           | 背番号           | 出場             | 得点             |
| AFC              | AFC              | AFC              | ACL              | ACL              |
| ---------------- | ---------------- | ---------------- | ---------------- | ---------------- |
| 2004             | 横浜FM           | 18               | 3                | 1                |
| 2005             | 横浜FM           | 18               | 3                | 0                |
| 通算             | AFC              | AFC              | 6                | 1                |

その他の国際公式戦
- 2004年
  - A3チャンピオンズカップ 3試合0得点
- 2005年
  - A3チャンピオンズカップ 1試合1得点

- 1996年8月14日 - プロ初出場 (ナビスコカップ) - 横浜マリノス戦 (三ツ沢公園球技場)
- 1997年3月26日 - プロ初得点 (ナビスコカップ) - アビスパ福岡戦 (ジュビロ磐田スタジアム)